# Reigen der Verdammten
Reigen der Verdammten ist ein Roman von António Lobo Antunes.
Antunes erhielt für das Buch, das 1985 erschienen ist, den großen Romanpreis des portugiesischen Schriftstellerverbandes.

## Einordnung in das Œuvre
Der sechste Roman ist eine Familiengeschichte, deren Hauptfigur Djego das Oberhaupt einer alten Großgrundbesitzerfamilie ist. Ähnlich wie im Handbuch der Inquisitoren kommt ein vielstimmiges Ensemble rund um einen alten Patriarchen zu Wort, hier jedoch in Kapiteln, die jeweils aus der Sicht eines anderen Familienmitglieds beschrieben sind. Wie in den meisten Romanen Antunes kreisen die Handlungen um die Geschichte Portugals nach der Nelkenrevolution, die durch Verstaatlichungswellen und Enteignungen eine ganze Gesellschaftsschicht ins Wanken brachte.

## Aufbau
Der Roman ist in fünf große Abschnitte unterteilt. Ein Kapitel ohne Titel, das den Morgen nach dem Aufstehen aus der Sicht des Doktors Nuno beschreibt, ist vorangesetzt. Die Abschnitte sind überschrieben:
- Nachmittag,
- Vorabend des Festes; A-Seite; B-Seite (Mutter Anas Monolog, und Anas Monolog)
- erster Tag des Festes (Franciscos Monolog)
- der zweite Tag des Festes – Am Vorabend meines Todes (Der Alte Djego Monolog)
- der dritte Tag des Festes – Die Bedeutung der Maschine zur Beeinflussung der Entstehung der Schizophrenie (unterteilt in fünf Abschnitte mit „Kapitel“ überschrieben)

## Inhalt
Der Roman beginnt in der Lebenswelt des Zahnarztes Nuno. Mafalda ist die Exgeliebte, es kommt zu einem peinlichen Zwischenfall, bei dem Nuno völlig entkleidet von der Putzfrau Mafaldas überrascht wird. Dies überstanden, landet Nuno im Haus seiner spießigen, kleinbürgerlichen Eltern, die mit Rätselheftchen und Kartenspielen beschäftigt sind. Dort erreicht Nuno ein Anruf seiner Frau, der ihn davon unterrichtet, dass ihr Großvater sterben wird. Nuno soll den Bruder Francisco abholen. Francisco lebt bei einer zurückgezogenen Alten namens Gisela und dieses Kind ist lethargisch und zurückgeblieben für sein Alter. Nuno erzählt jedoch in einem kurzen Abschnitt von der Zeit in sieben Jahren, dann wird Francisco ein gefeierter Künstler sein und in marokkanischer Kluft bärtige Kunstkenner zum Staunen bringen. In der Romanzeit des Festes jedoch ist er ein ängstlicher zwölfjähriger Junge mit Pfadfinderrucksack, dem Tick, den Kopf zur Seite zu ziehen und sich unter Tischen zu verstecken. Die Fahrt aufs Land, wo der Großvater stirbt, wird durch eine Verkehrskontrolle aufgehalten, die aus Nichtigkeiten in einer Farce mündet, wonach Nuno die Flucht ergreift. Ana und ihr Bruder schlagen sich allein durch und erreichen spät nachts das Landgut, wo der Rest der Familie versammelt ist. Im Ort Monsaraz, gelegen in der Provinz Alentejo unweit der spanischen Grenze findet zu dieser Zeit das alljährliche Dorffest statt. Dabei gibt es als Höhepunkt auch einen Stierkampf, der mit dem Tod des Stieres endet, obwohl dies im übrigen Portugal nicht üblich ist. Gleichzeitig wartet die versammelte weite Wege zurückgelegte Familie, alteingesessene Großgrundbesitzer darauf, dass der Alte stirbt. Der Angstruf „Die Kommunisten kommen“ bringt Leonore und ihren Mann dazu drängelnd das Erbe aufzuteilen und die degenerierten Geschwister Notarformulare unterschreiben zu lassen. Der Vorabend des Festes wird im Abschnitt A-Seite aus der Sicht Anas Mutter erinnert, die ihre absurde Ehe mit einem Eisenbahnfreak Concalo bereut, der sie viele Ehejahre lang nie berührt hatte. Die B-Seite findet sieben Jahre später statt, es ist eine monologische Erinnerung Anas an ihre Flucht nach Brasilien und eine Rückkehr, um sich um die Absicherung ihrer Mutter zu kümmern. Der erste Tag des Festes wird ebenfalls aus der Zeit sieben Jahre später als Monolog Franciscos beschrieben, der sich darin an die Zeit des Großen Festes zurückerinnert als der Großvater starb und sein Vater ungenügend Aufmerksamkeit für ihn übrig hatte.
Der zweite Tag des Festes ist schließlich die Sicht des Alten selbst, der sterbenskrank mitbekommt, wie Leonore und ihr herrschsüchtiger Mann nach den Werten sucht und das Haus auf den Kopf stellt. Er erinnert sich an die Zeit mit seiner Frau und dass man sich nicht verstanden hat, sich gegenseitig abwertete und verletzte, er räumt ein, das er nicht mal sicher ist, ob seine Kinder alle auch von ihm sind, weil sein Bruder vor während und nach der Ehe der Liebhaber seiner Frau war und trotzdem spürt er nun am Lebensende Bitterkeit über diesen Verlust. Auch bemerkt er, dass er seine Kinder mit der Peitsche hätte erziehen müssen, denn trotz seiner letzten Stunde enttäuscht ihn die Habgier seiner Tochter Leonor und ihres sexbesessenen Mannes, aber vom Erbe sind nichts als Schulden übrig. Als der Stier im letzten großen Abschnitt, dem dritten Tag des Festes stirbt, stirbt auch der Alte, nun kommen die Figuren in fünf Schlusskapiteln noch einmal mit derben hasserfüllten Erinnerungen zu Wort,
Den Anfang macht Francisco. Es folgen Ana, Leonor, Nuno und schließlich der herrische Mann Leonors mit dem Schlussmonolog, während die Revolutionäre im Anmarsch sind. Auf einer Liste steht der Name einer Familie rot unterstrichen, dieser bleibt nur noch sich über den Fluss ins nahegelegene Spanien abzusetzen.

## Figuren
- Edward G. Robinson auch genannt Nuno ein Zahnarzt aus Lissabon auch genannt Doktor
- Mafalda die Exgeliebte Nunos
- Ana die Frau des Doktors Enkelin des Alten Djego
- Anas Mutter
- Goncalo der schwachsinnige Vater Anas, mit ausgeprägtem Eisenbahntick
- Leonor Tochter des Alten und ihr herrischer Mann
- Francisco, der zwölfjährige Bruder Anas
- Giesela das alte Dienstmädchen und Gouvernante Franciscos
- die Mongoloide, Tochter des Alten, die eine Tochter vom Mann Leonors hat und diese Tochter wird wiederum vom Mann Leonors geschwängert.
- Der Patriarch Djego

## Interpretation
Der Tod des Patriarchen wird laut Kindlers Literaturlexikon als ein Symbol für das Sterben einer ganzen Gesellschaftsschicht im nachrevolutionären Portugal gesehen. Diese Schicht besteht in Lobo Antunes’ Roman aus inzestuösen Familienstrukturen. Leonores Mann steigt seit vielen Jahren allen Frauen der Familie hinterher und schwängert ungeachtet der Verwandtschaftsgrade alles, was sich ihm bietet. Gespenstisch ist auch der vernachlässigte ängstliche Bruder Anas, Francisco, der seine Zeit unter dem Tisch oder in anderen Verstecken zubringt, dann aber doch wie von einer dialektischen Wendung erfasst von Gedanken erfüllt zu Wort kommt und so etwas wie eine Karriere als Künstler macht, verbunden mit einer zwanzig Jahre älteren Schauspielerin und der Schwäche für Unsauberkeit, Liederlichsein und mangelnde Hygiene. Die Mongoloide bringt nur Grunzer hervor und rundet das Gruselkabinett ab und endet in sich gesungen in einer Ecke hockend, das graue Haar im Gesicht hängend, wie eine kleine kranke Turteltaube. Einzig Ana scheint sich um ihre Mutter kümmern zu wollen und macht sich wirklich Sorgen um den Großvater. Während Leonore und ihr Mann auf Biegen und Brechen retten wollen, was nicht mehr zu retten ist.
Frankfurter Allgemeine Zeitung nennt den Roman „eine halluzinatorisch-witzige Satire auf Dummheit, Lüge und Gier.“

## Stilmittel
In die Wiederholung einfacher Aussagesätze im Nominativ: […...Das ist Ana...…], im Kapitel B-Seite werden moderne Mittel der Erzählkunst eingeschoben. Diese Wiederholung wird zum Beispiel durch Minimalhandlungen und monologisierende Erinnerungen unterbrochen. Aber auch durch Zeitsprünge und seitenweise Assoziationsketten, welche beim Verfolgen der Gedanken Antunes zu einem Gipfelbesteigungserlebnis werden, von dem man durch eine weitere Wiederholung des einfachen Ausgangssatzes „Das ist Ana“ in die Handlung zurückgeholt wird. Oft sind es Minimalhandlungen, die wieder in Erinnerungen und Zeitwendungen münden. Die Metapher und anderen sprachlich üppigen Bilder sind in überaus dichter, vielleicht sogar überladener Weise aufgeladen. Der Reigen von Arthur Schnitzler ist mit seinen Monologstrukturen in der hiesigen Literaturgeschichte am ehesten zu vergleichen, nur muss man sich Schnitzler wohl böse ordinär, obszön und ungeniert vorstellen, um auf Antunes zu kommen. Dieser Beweggrund könnte den Verlag oder die Übersetzerin bewogen haben die wortwörtliche Übersetzung des Titels: Spiel der Verdammten zur Form Reigen der Verdammten zu ändern.

## Ausgaben
- António Lobo Antunes: Auto dos danados. Verlag Publicacoes Dom Quixote, Lissabon 1985, OCLC 13900545.
- Reigen der Verdammten. Aus d. Portugies. übers. von Maralde Meyer-Minnemann. Carl Hanser Verlag, München 1991, ISBN 3-446-15139-7.
- Taschenbuchausgabe: btb-Verlag, 2006, ISBN 3-442-73388-X.